# Por una nabaja
Por una nabaja es una obra de Francisco de Goya (1746-1828), es la estampa 36 de 82. Pertenece a la serie Los desastres de la guerra, encargada por el general Palafox con el fin de enseñar al resto de la población la victoria en la guerra de independencia española ante el imperialismo napoleónico. Goya lo ilustró desde un punto de vista realista mostrando así los "desastres" que acarreó dicha guerra.

## Temática
En esta obra se plasma una ejecución pública durante la guerra. Una de las causas de pena de muerte más frecuente era por la posesión de armas blancas, castigado con el garrote vil. En esos tiempos el uso de la navaja era muy frecuente en los trabajos manuales y era prácticamente indispensable para los hombres de humilde condición llevar una encima. Por esta razón era incomprensible la represión francesa por portar una de estas armas blancas aun sin haber estado involucrado en una revuelta o acto de violencia.
En la época, cuando se culpaba por arma blanca, se sometía al garrote vil a los reos maniatados, con un cartel en el que se describía la circunstancia por la cual era sentenciado junto con el arma en cuestión, en este caso una navaja. El autor, al igual que en "El agarrotado", comunica al espectador mediante el contraste de la boca con la lengua fuera en símbolo de agonía y los ojos cerrados transmitiendo el sentimiento de una vida pasada e imposible de recuperar con un final escrito, sumándose también el pelo erizado de la cabeza, síntoma del dolor sufrido. Entre las manos agarra un crucifijo en símbolo de esperanza y suplica a Dios por su alma.
Se trata de un aguafuerte con la técnica de punta seca sobre papel avitelado. Además, utilizó el buril y aguatinta.